# Hemsleya sphaerocarpa
Hemsleya sphaerocarpa är en gurkväxtart. Hemsleya sphaerocarpa ingår i släktet Hemsleya och familjen gurkväxter.

## Underarter
Arten delas in i följande underarter:
- H. s. megathyrsa
- H. s. sphaerocarpa
- H. s. wenshanensis
- H. s. major